# Symche Trachter

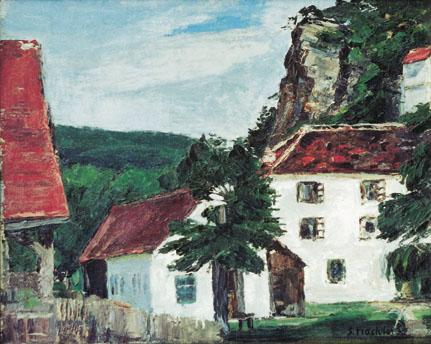
Symche Trachter,Pejzaż z Kazimierza Dolnego, 1935

Symche-Binem Trachter (ur. 1893 w Lublinie, zm. w sierpniu 1942 w Treblince) – polski malarz pochodzenia żydowskiego.

## Życiorys
W 1911 roku zamieszkał w Warszawie. Studiował malarstwo w latach 1916–1920 w Szkole Sztuk Pięknych w Warszawie, następnie kontynuował studia w Akademii Sztuk Pięknych w Krakowie pod kierunkiem Jacka Malczewskiego, Teodora Axentowicza i Stanisława Dębickiego. Wyjechał do Wiednia, gdzie przez sześć miesięcy studiował w tamtejszej Akademii Sztuk Pięknych. Kolejne lata od 1927 roku spędził w Paryżu, gdzie zetknął się z École de Paris. Po powrocie do Polski na stałe zamieszkał w Lublinie. Często bywał w Kazimierzu Dolnym.
Podczas okupacji niemieckiej znalazł się w warszawskim getcie. Wykonał wraz z Feliksem Frydmanem freski w sali posiedzeń warszawskiego Judenratu. Utrzymywał się z pracy w spółdzielni produkującej osełki do ostrzenia noży i proszek do szorowania. W nocy z 26 na 27 sierpnia 1942 roku, w czasie wielkiej akcji deportacyjnej, wraz z innymi członkami spółdzielni został wywieziony do Treblinki.
Z twórczości Trachtera zachowało się niewiele dzieł, przeważnie w zbiorach lubelskich. Nie udało się odnaleźć obrazów zamurowanych rzekomo przez artystę przed opuszczeniem Lublina.